# Sauro Pazzaglia
Sauro Pazzaglia (San Mauro Pascoli, 26 maggio 1954 – Bologna, 14 luglio 1981) è stato un pilota motociclistico italiano.

## Carriera
Nel 1976 fu Campione d'Italia Junior nella classe 125. In seguito ottenne numerosi piazzamenti nel Campionato Italiano Seniores: fu terzo (in classe 125 nel 1977 e in 250 nel 1978), nel 1979 vice-campione italiano della quarto di litro e nuovamente la stagione successiva.
Il 1977 fu anche l'anno di debutto nel motomondiale. Prese parte al Gran Premio delle Nazioni con una Morbidelli 125, concludendo al sesto posto. In seguito ottenne un 7º posto in Francia, concludendo la stagione al 17º posto con nove punti. Ritornò al mondiale nel 1980, questa volta in classe 250. Alla guida di una Ad Maiora ottenne un terzo posto in Jugoslavia, mentre fu 9º in Belgio. Terminò il campionato in 13º posizione con 12 punti.
Nel 1981 corse sia in 250, con una MBA, che in 350, con una Yamaha. In 350 l'unica gara in cui andò a punti, nonché l'unica che riuscì a concludere, fu il Gran Premio di Jugoslavia, dove ottenne il 9º posto. In 250 ottenne invece un 12º posto in Spagna. L'11 luglio 1981 Pazzaglia era impegnato nelle prove libere della 250 del Gran Premio di San Marino, che si correva sul Circuito di Imola. Cadde quasi a peso morto mentre stava percorrendo a bassa velocità la variante bassa, riportando un trauma cranico. Le gravi condizioni convinsero il dottor Claudio Costa ad autorizzarne l'immediato trasferimento via elicottero all'ospedale Bellaria di Bologna. Pazzaglia, che non riprese mai conoscenza, spirò alle 17:00 di martedì 14 luglio.
A lui è dedicato il centro sportivo della natia San Mauro Pascoli. Nel 2004 fu stampato un francobollo per il 50º della sua nascita.

## Risultati nel motomondiale

### Classe 125
| 1977 | Classe | Moto       |  |  |  |   |     |   |     |  |  |  |  |    |  |  | Punti | Pos. |
| ---- | ------ | ---------- |  |  |  | - | --- | - | --- |  |  |  |  | -- |  |  | ----- | ---- |
| 1977 | 125    | Morbidelli |  |  |  | 6 | Rit | 7 | Rit |  |  |  |  | NE |  |  | 9     | 17º  |

| Legenda | 1º posto        | 2º posto            | 3º posto            | A punti      | Senza punti        | Grassetto – Pole position Corsivo – Giro più veloce |
| Legenda | Gara non valida | Non qual./Non part. | Ritirato/Non class. | Squalificato | '-' Dato non disp. | Grassetto – Pole position Corsivo – Giro più veloce |

### Classe 250
| 1977 | Classe | Moto   |   |    |   |   |   |    |   |   |   |   |   |   |   |  | Punti | Pos. |
| ---- | ------ | ------ | - | -- | - | - | - | -- | - | - | - | - | - | - | - |  | ----- | ---- |
| 1977 | 250    | Yamaha | - | NE | - | - | - | NQ | - | - | - | - | - | - | - |  | 0     |      |

| 1980 | Classe | Moto      |     |  |  |   |     |   |  |     |  |  |  |  |  |  | Punti | Pos. |
| ---- | ------ | --------- | --- |  |  | - | --- | - |  | --- |  |  |  |  |  |  | ----- | ---- |
| 1980 | 250    | Ad Maiora | Rit |  |  | 3 | Rit | 9 |  | Rit |  |  |  |  |  |  | 12    | 13º  |

| 1981 | Classe | Moto |  |  |     |     |    |    |     |     |  |    |  |  |  |  | Punti | Pos. |
| ---- | ------ | ---- |  |  | --- | --- | -- | -- | --- | --- |  | -- |  |  |  |  | ----- | ---- |
| 1981 | 250    | MBA  |  |  | Rit | Rit | NQ | 12 | Rit | Rit |  | NP |  |  |  |  | 0     |      |

| Legenda | 1º posto        | 2º posto            | 3º posto            | A punti      | Senza punti        | Grassetto – Pole position Corsivo – Giro più veloce |
| Legenda | Gara non valida | Non qual./Non part. | Ritirato/Non class. | Squalificato | '-' Dato non disp. | Grassetto – Pole position Corsivo – Giro più veloce |

### Classe 350
| 1981 | Classe | Moto   |  |  |     |     |    |    |   |     |    |    |  |    |    |  | Punti | Pos. |
| ---- | ------ | ------ |  |  | --- | --- | -- | -- | - | --- | -- | -- |  | -- | -- |  | ----- | ---- |
| 1981 | 350    | Yamaha |  |  | Rit | Rit | NE | NE | 9 | Rit | NE | NE |  | NE | NE |  | 2     | 28º  |

| Legenda | 1º posto        | 2º posto            | 3º posto            | A punti      | Senza punti        | Grassetto – Pole position Corsivo – Giro più veloce |
| Legenda | Gara non valida | Non qual./Non part. | Ritirato/Non class. | Squalificato | '-' Dato non disp. | Grassetto – Pole position Corsivo – Giro più veloce |